# 国選弁護制度
国選弁護制度（こくせんべんごせいど）とは、刑事手続において被疑者・被告人が経済的困窮などの理由で私選弁護人を選任できない場合（現在の日本では事実上大半の刑事裁判の案件）に国費で裁判所が弁護人を選任する制度である。
大別すると、起訴前の被疑者国選弁護と、起訴後の被告人国選弁護制度との二本立ての制度になっている。この制度によって就任する弁護人を、国選弁護人という。
他に、少年保護手続における付添人を国選する制度や、被害者参加制度を利用しようとする犯罪被害者にも国選弁護を利用可能とする制度が整備されている（後述）。

## 被疑者・被告人の国選弁護制度

### 憲法との関係
日本国憲法は第37条3項で、「刑事被告人は、いかなる場合にも、資格を有する弁護人を依頼することができる。被告人が自らこれを依頼することができないときは、国でこれを附する。」と定めている。したがって被告人国選弁護は、憲法上必置の制度であり、被告人からすればその依頼権（国選弁護人選任請求権）は憲法上の権利となる。
一方で、被疑者国選弁護に関しては、憲法の明文から当然に導かれるわけではないものの、日本国憲法第34条が保障する被抑留・被拘禁者の弁護人依頼権の一環として憲法上保障されるとの有力説があり、こうした考えを元に実現が目指されてきた。

### 被疑者国選弁護
被疑者に対して勾留状が発せられている場合で、被疑者が貧困その他の事由により私選弁護人を選任することができないときは、裁判官に対し、国選弁護人の選任の請求をすることができる（刑事訴訟法37条の2）。
2004年（平成16年）の刑事訴訟法改正（平成16年5月28日法律第62号）により導入され、2006年（平成18年）10月2日に施行された。
対象は勾留による身体拘束を受けている被疑者に限られる。したがって、逮捕により留置されている状態の被疑者は対象にならない（弁護士会において実施している当番弁護士制度の対象にはなる）。
従前は一定以上の重さの罪に限定されていたが、2018年6月以降は全ての犯罪に対象が拡大された（いわゆる勾留全件被疑者国選）。
被疑者が国選弁護人の選任を請求するためには、資力申告書を提出しなければならない。資力が基準額（50万円）以上の場合には、弁護士会に対し私選弁護人選任申出の手続をしなければならない（同法37条の3）。
このほか、被疑者に対して勾留状が発せられ、かつ、これに弁護人がない場合において、精神上の障害その他の事由により弁護人の必要性を判断することが困難である疑いがある被疑者について、必要があると認めるときは、裁判官は、職権で国選弁護人を付することができる（同法37条の4）。

### 被告人国選弁護
被告人は、貧困その他の事由により私選弁護人を選任することができないときは、裁判所に対し、国選弁護人の選任の請求をすることができる（刑事訴訟法36条）。
その際の手続は、必要的弁護事件か任意的弁護事件かによって異なる。

#### 必要的弁護事件における手続
必要的弁護事件とは、以下のいずれかに該当する事件のことである。
- 以下のいずれかの法定刑を含む事件
  - 死刑
  - 無期懲役・無期禁錮
  - 長期（上限側）3年を超える懲役・禁錮
- 公判前整理手続または期日間整理手続に付された事件
- 即決裁判手続による事件

必要的弁護事件は、弁護人がいなければ開廷することができない（刑事訴訟法289条1項、316条の29、350条の9）。このような必要的弁護事件については、既に私選弁護人が選任されている場合を除き、裁判所は国選弁護人を選任しなければならない（同法36条）。
また、被告人の請求がなくても、弁護人がいないときや、弁護人がいても出頭しないときは、裁判長は職権で国選弁護人を付さなければならない（同法289条2項）。

#### 任意的弁護事件における手続
任意的弁護事件（必要的弁護事件以外の事件）については、被告人が国選弁護人の選任を請求するためには、資力申告書（自己の現金、預金等の資産を申告する書面）を提出しなければならない。
資力が政令で定める基準額（50万円）に満たないときは、そのまま選任請求ができるが、基準額以上の場合は、いったん、弁護士会に対して私選弁護人選任申出の手続をしなければならない。
弁護士会に、弁護人となろうとする者がいないときや、弁護士会が紹介した弁護士が被告人の私選弁護人の受任を断ったときは、被告人は国選弁護人の選任請求ができる（同法36条の3、31条の2）。
このほか、被告人が18歳未満あるいは70歳以上であるときなど、特に保護を要する場合には、裁判所は、職権で（被告人の請求がなくても）国選弁護人を選任することができる（同法37条、290条）。

## 国選付添人
少年保護手続における付添人についても、一定の場合に国選で付されることがある。

## 被害者参加人のための国選弁護制度
被害者参加制度を利用しようとする被害者参加人にも、一定の資力基準を満たさない場合は国選で弁護を受けられる制度が整備されている。

## 国選弁護制度における法テラスの役割
日本司法支援センター（法テラス）が2006年（平成18年）10月から開業し、ここが国選弁護制度の重要な部分を担うようになった。

### 選任手続における役割
裁判所は、前述のように被告人・被疑者に国選弁護人を付すべきときは、法テラスに対し、国選弁護人の候補を指名して通知するよう求めるものとされた（総合法律支援法38条1項）。
法テラスは、この求めがあったときは、遅滞なく、国選弁護人契約弁護士の中から、国選弁護人の候補を指名して裁判所に通知する（同条2項）。裁判所は、この指名された候補者を国選弁護人に選任する。
候補者の弁護士が選任されると、同センターは、契約に基づき、その弁護士に国選弁護人の事務を取り扱わせる（同条3項）。

### 報酬基準および支給手続における役割
上記各国選弁護の報酬決定および支給の事務は、いずれも法テラスが受託している。
報酬額は法テラスが定めた報酬基準に基づいて決定される。

## 報酬・費用等

### 報酬・費用の負担者
国選弁護人の報酬・費用等は刑事訴訟の訴訟費用となるから（刑事訴訟費用等に関する法律2条3号、総合法律支援法39条2項）、有罪判決の言渡しがあったときは、原則として、その全部または一部が被告人の負担となる（刑事訴訟法181条1項）。ただし、貧困などの理由により被告人に資力がないことが明白である場合は、判決主文に明記することによって負担させないことができる（同条）。
また、判決確定後20日以内に『訴訟費用執行免除の申立』を行い認められた場合も、一部または全部の負担が免除される（刑事訴訟法500条）。

これに対して、被害者参加人のための国選弁護制度においては、被害者参加人は原則として費用の償還義務を負わず、資力等の報告書に虚偽記載をして裁判所の判断を誤らせた場合などにのみ、過料と共に当該弁護士費用の償還義務を負うとされる（犯罪被害者保護法16条）。

### 被告人等からの対価の受領禁止
弁護士は、国選弁護人に選任された件につき、名目のいかんを問わず、被告人等の関係者から報酬その他の対価を受領することを禁止されている（弁護士職務基本規程49条)。
したがって、国選弁護人に対し、被疑者・被告人またはその家族・親族等が謝礼を渡そうとすることがあるが、国選弁護人は一切受領することはできない。

### 低廉報酬問題
国選弁護人の報酬が低廉に過ぎることが問題として指摘されている。
国選弁護人は私選弁護人と全く同様の責任を負うから、接見のための移動時間や待機時間、弁護方針の立案・検討時間などは私選弁護人と同様に必要となるし、自白事件（被疑者・被告人が犯罪事実を争わず、量刑のみが争点となる事件）であっても、情状証人の準備、被害弁償や示談交渉などの事務が必要となり、決して負担は軽くはない。しかし報酬基準は自白事件で被告人国選1件を通して活動しても8万円程度（被疑者国選から通して受任しても15万円程度）であり、これは上記のような負担を正当に反映していないと指摘される。さらに、弁護活動を充実させてもそれに見合う加算はなく、熱心に弁護活動を行えば行うほど割安になってしまう。このように、国選弁護事件は事実上弁護士の善意と経済的犠牲の上に成り立っているといえ、当事者主義的訴訟構造の元で当然確保されるべき検察官と被疑者・被告人の武器対等を害する原因にもなりうるし、人質司法が解消されない原因の一つになっているとの見方もある。
報酬が低廉に過ぎることは、他の業務で十分収入が確保できるようになった弁護士にとっては国選弁護人業務から撤退するのに十分な理由となるものであり、経験が蓄積されてきた中堅世代の弁護士を国選弁護人のなり手として確保するうえで障害となっている。
低廉報酬もあり、国選弁護人は「やる気がない」「使えない」といった偏見や不満を持たれやすいが、国選弁護人でも熱心に弁護活動をする人もいる。